# Rute & Rolle
Rute & Rolle ist eine seit 1990 monatlich erscheinende Special-Interest-Zeitschrift aus Deutschland. Sie wendet sich an Angler. Rute & Rolle wird von der MuP Verlag GmbH in München herausgegeben.

## Inhalt
Auf monatlich 115 Seiten erscheinen Revierberichte, Reportagen, Themenspecials, Hilfestellungen bei der Gerätewahl, Gewinnspiele und Lesertests. Für Norwegen-Interessierte ist der Sonderteil Fische & Fjorde in jeder geraden Ausgabe enthalten, in den ungeraden Ausgaben der Sonderteil Jig & Jerk über Raubfische. Weiterhin enthält das Magazin auch für Angel-Einsteiger Tipps und Tricks.

## Fisch & Fliege und Sonderhefte
Als eigenständiges Magazin in der Rute-&-Rolle-Familie erscheint vierteljährlich die Fliegenfischer-Zeitschrift Fisch & Fliege. Das Sonderheft Fische & Fjorde erscheint einmal pro Jahr zum Jahresende und fasst die Inhalte der vier Beilagenhefte zusammen. Weitere themenspezifische Sonderhefte wie Fisch vom Feinsten, Fischen mit Familie oder Karpfen erscheinen unregelmäßig.

## Online & ePaper
Reportagen und Bilder sind auf der Website www.ruteundrolle.de zu finden. Dort werden Angel-Nachrichten und Inhalte aus den Heften, wie Reiseberichte zu Angelrevieren, veröffentlicht. Die Redakteure berichten über Erlebnisse beim Angeln. Sowohl mit der Printausgabe als auch mit der verlagseigenen Website wurde ein Online-Netzwerk für Angler und Angelinteressierte aufgebaut. Die Rute-&-Rolle-Redaktion verschickt monatlich einen Newsletter. Rute & Rolle gibt es auch in digitaler Form als ePaper.